# Microsoft Store
Microsoft Store (dříve Windows Store) je digitální distribuční platforma pro aplikace v systémech Microsoft Windows. Je primárním distribučním a prodejním kanálem pro Windows aplikace (resp. moderní aplikace nebo metro aplikace). Kromě aplikací obsahuje i digitální video, muziku a e-knihy. Je obdobou Mac App Store a obchodu Google Play. Obsažené aplikace musí být schváleny ohledně obsahu i kompatibility, což zvyšuje pro uživatele bezpečnost.

## Charakteristika
Microsoft Store slouží pro elektronickou distribuci aplikací založených na WinRT (UWP), který byl uveden jako součást operačního systému Windows 8. Microsoft Store vznikl spojením několika dříve nezávislých distribučních platforem a byl uveden společně s Windows 10. Vývojářům umožňoval publikovat klasické desktopové aplikace, ale pouze ve formě odkazu na web vývojáře, kde byla aplikace ke stažení. Podporuje aplikace zdarma i placené, a to v rozmezí od 1,49 do 999,99 dolarů, s možností nastavit zkušební verzi zdarma. Při prodeji položky skrze Microsoft Store je účtována 30% marže, pokud příjem dosáhne 25 000 dolarů, sníží se na 20 %. Podnikové WinRT aplikace mohou být instalovány i mimo Microsoft Store (IT oddělením dané organizace).
Dne 30. května 2019 firma Microsoft oznámila, že umožní distribuci Win32 aplikací skrze Microsoft Store.